# Ржишче (Литија)
Ржишче (словен. Ržišče) је насељено место у општини Литија, Засавска регија, Словенија.

## Историја
До територијалне реорганизације у Словенији било је у саставу старе општине Литија.

## Становништво
У попису становништва из 2011. године, Ржишче је имало 59 становника.
| Број становника према пописима | Број становника према пописима | Број становника према пописима |
| ------------------------------ | ------------------------------ | ------------------------------ |
| 1991                           | 2002                           | 2011                           |
| 53                             | 58                             | 59                             |